# Sim Snuka
James William Reiher, Jr. (Laie, Hawaii, 1 de setembre de 1971), més conegut com a Sim Snuka o Deuce és un lluitador professional estatunidenc, que va treballar a la marca de RAW i SmackDown! de l'empresa World Wrestling Entertainment (WWE). Reiher, és fill del lluitador Jimmy Snuka.